# 多孔海鳚鯛
多孔海鳚鯛，為鱸形目鱸亞目擬雀鯛科的其中一種，分布於西印度洋的肯亞海域，深度0-2公尺，背鰭硬棘1枚;背鰭軟條57-58枚;臀鰭硬棘0枚;臀鰭軟條45-46枚，體長可達5.7公分，為熱帶海水魚，生活習性不明。

## 擴展閱讀
維基物種上的相關：多孔海鳚鯛